# 판다 시큐리티
판다 시큐리티(Panda Security, 이전 이름: 판다 소프트웨어)는 1990년에 판다의 전 CEO인 Mikel Urizarbarrena가 설립한 스페인에 본사를 둔 컴퓨터 보안 업체이다.
판다의 제품에는 가정용과 기업용 보안 도구를 포함하며 여기에는 와이파이 침입을 포함하여 스팸, 해커, 스파이웨어, 전화, 원하지 않는 웹 콘텐츠, 사이버 범죄 및 각종 악성 코드로부터의 보호 기능이 포함된다.
2009년 11월에는 가정 사용자와 SMB를 위한 클라우드 기반의 보안 서비스가 모습을 드러냈다.

## 같이 보기
- 바이러스 검사 소프트웨어
- 바이러스 검사 소프트웨어 목록
- 인터넷 보안